# Pronoto-profurcal muscle
Pronoto-profurcal muscle, mięsień t1-fu1 – mięsień tułowia niektórych owadów.
Mięsień stwierdzony u błonkówek. Wchodzi w skład grupy funkcyjnej "mięśni profurkalnych" (ang. profurcal muscle). Bierze swój początek wzdłuż brzusznej krawędzi przedplecza i zaczepia się bocznie na profurca.